# Natitingou
 (septembre 2015).
Si vous disposez d'ouvrages ou d'articles de référence ou si vous connaissez des sites web de qualité traitant du thème abordé ici, merci de compléter l'article en donnant les références utiles à sa vérifiabilité et en les liant à la section « Notes et références ».
Natitingou est une commune et une ville du nord-ouest du Bénin, préfecture du département de l'Atakora.

## Situation géographique et administrative
La commune est située dans une vallée au pied de la chaîne de montagne de l'Atakora qui culmine à 641 mètres d'altitude.
Située au nord-ouest du Bénin et au centre du département de l'Atacora, la commune de Natitingou couvre une superficie de 3 045 km2, soit 12,8 % de la superficie totale du département. Elle partage ses limites avec les communes voisines du département, notamment :
- Toucountouna au nord
- Kouandé au sud-est
- Copargo au sud-ouest
- Boukombé à l’ouest[2].

Natitingou compte 65 villages et quartiers de ville répartis dans 9 arrondissements, dont :
- 3 urbains, à savoir Natitingou 1, Natitingou 2 et Natitingou 3
- 6 ruraux notamment : Perma, Kouandata, Tchoumi-Tchoumi, Kotopounga, Péporiyakou et Kouaba.

## Le milieu physique

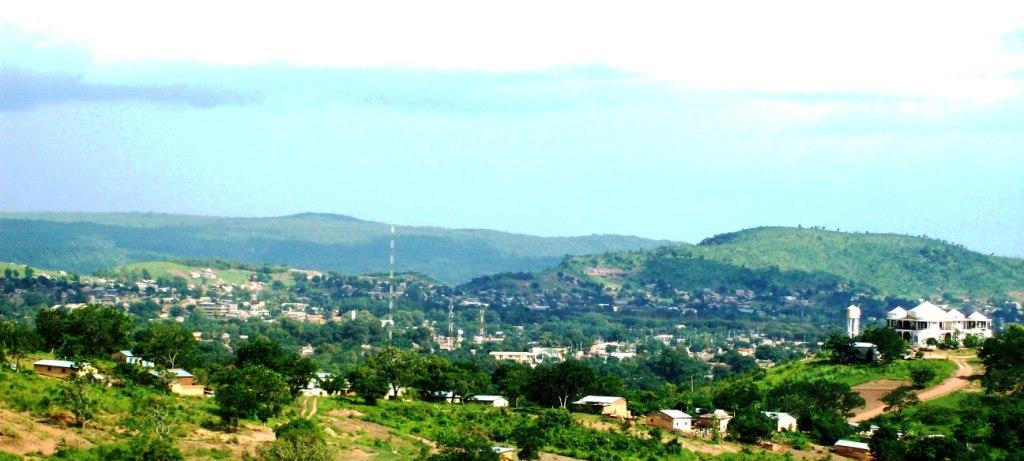
Vue panoramique de Natitingou

### Relief
La commune présente un relief dont les formes sont variées, allant des zones de montagnes, à Natitingou, aux plateaux et pénéplaines des villages environnants. La commune de Natitingou est caractérisée par un relief accidenté, composé surtout de la chaîne de l’Atacora, de plateaux et de collines dont les vallées se présentent souvent en pente forte.

### Climat

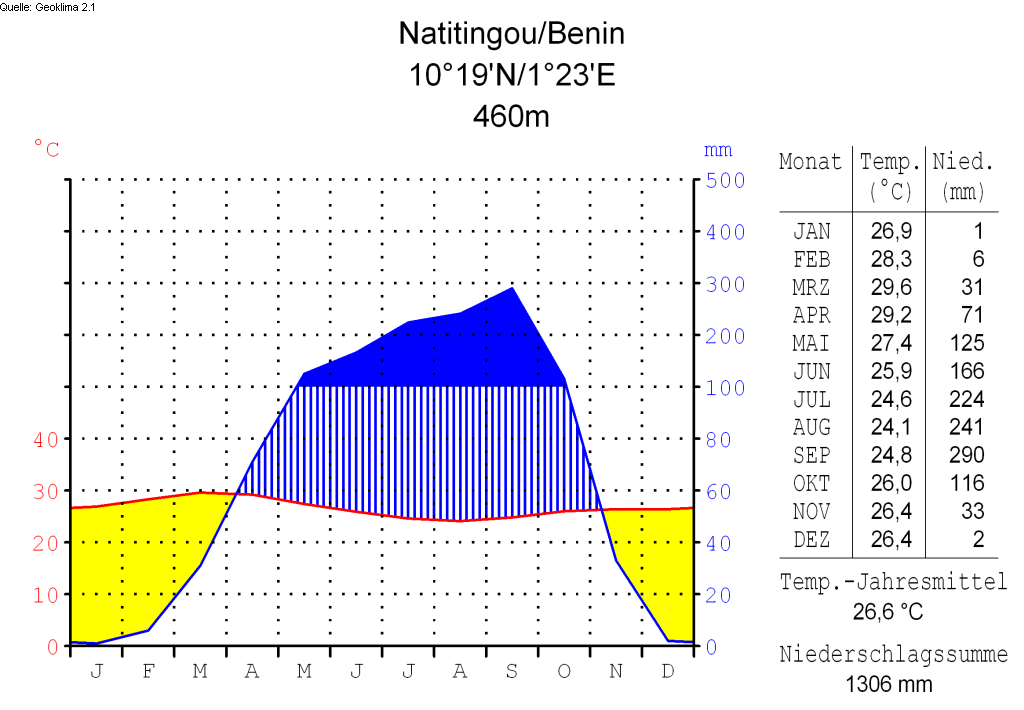
Températures (jaune) et précipitations (bleu) à Natitingou.

Son climat est de type soudano-guinéen caractérisé par deux saisons : une saison pluvieuse qui dure six (06) mois (mai à octobre), et une saison sèche qui couvre la période de novembre à avril. Du fait des influences orographiques, la commune est très arrosée surtout à Natitingou où on enregistre parfois jusqu’à 1 400 mm de pluie par an. Les plus fortes pluviométries sont enregistrées au cours des mois d’août et de septembre. La température moyenne est d’environ 27 °C avec des variations de 17 °C à 35 °C pendant l’harmattan.

### Hydrographie
Le réseau hydrographique se réduit aux marigots, rivières et ruisseaux dont la plupart tarissent en saison sèche. Les cours d’eau les plus importants sont : Yarpao, Koumagou et Winmou. Le réseau hydrographique peu fourni est tributaire du climat et du relief. Il favorise cependant la pratique d’une pêche peu développée et traditionnelle en particulier la pêche au filet, à la ligne, par assèchement et par empoisonnement. Quelques espèces halieutiques sont capturées, vendues et consommées dans la commune.

### Sols
Les sols sont généralement latéritiques, gravillonnaires, caillouteux, sablonneux et argileux. Ils sont pour la plupart lessivés, avec pour conséquence une baisse considérable de leur fertilité en raison de la forte dégradation dont ils sont l’objet. Les techniques culturales inadaptées et la faible capacité de gestion des eaux ont contribué à cette dégradation avancée des sols. Les conflits fonciers existent et sont généralement réglés à l’amiable. La rotation des cultures et la jachère sont des techniques de régénération des sols connues et pratiquées par les populations.

### Végétation

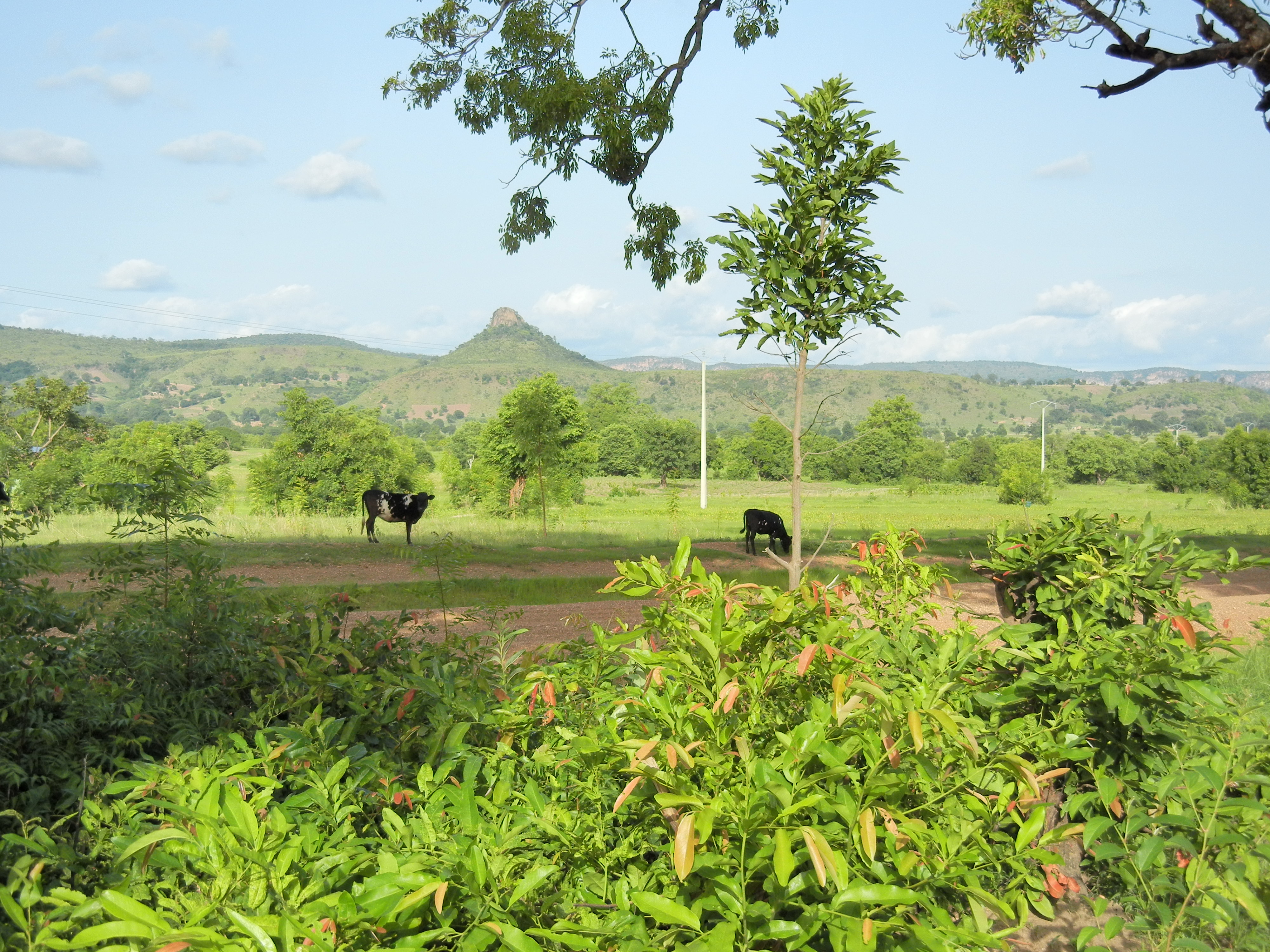
Faune et flore de Natitingou

Quant à la végétation, elle est caractéristique de la savane arborée, arbustive et herbacée dominée par les espèces ligneuses comme le néré, le karité, le baobab, le faux acajou, le tamarinier, le kapokier, le caïlcédrat et le rônier. Les forêts tropicales qui existaient ont été détruites et il n’en reste que quelques bosquets qui abritent des fétiches ou tiennent lieu de sanctuaires conservés, et des forêts galeries en voie de disparition.

Spécimens de Légumineuses collectés à Natitingou.
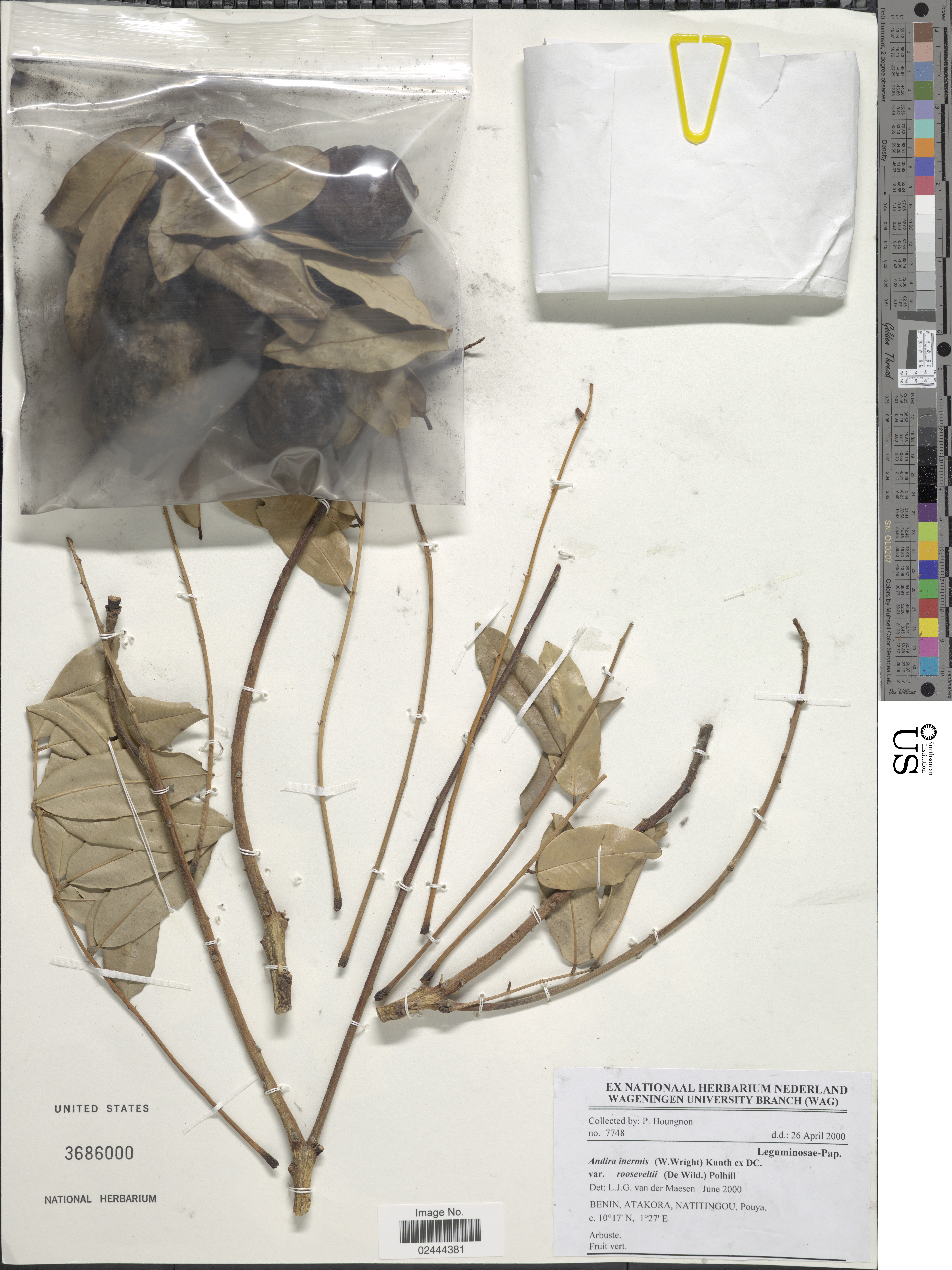
Andira inermis.
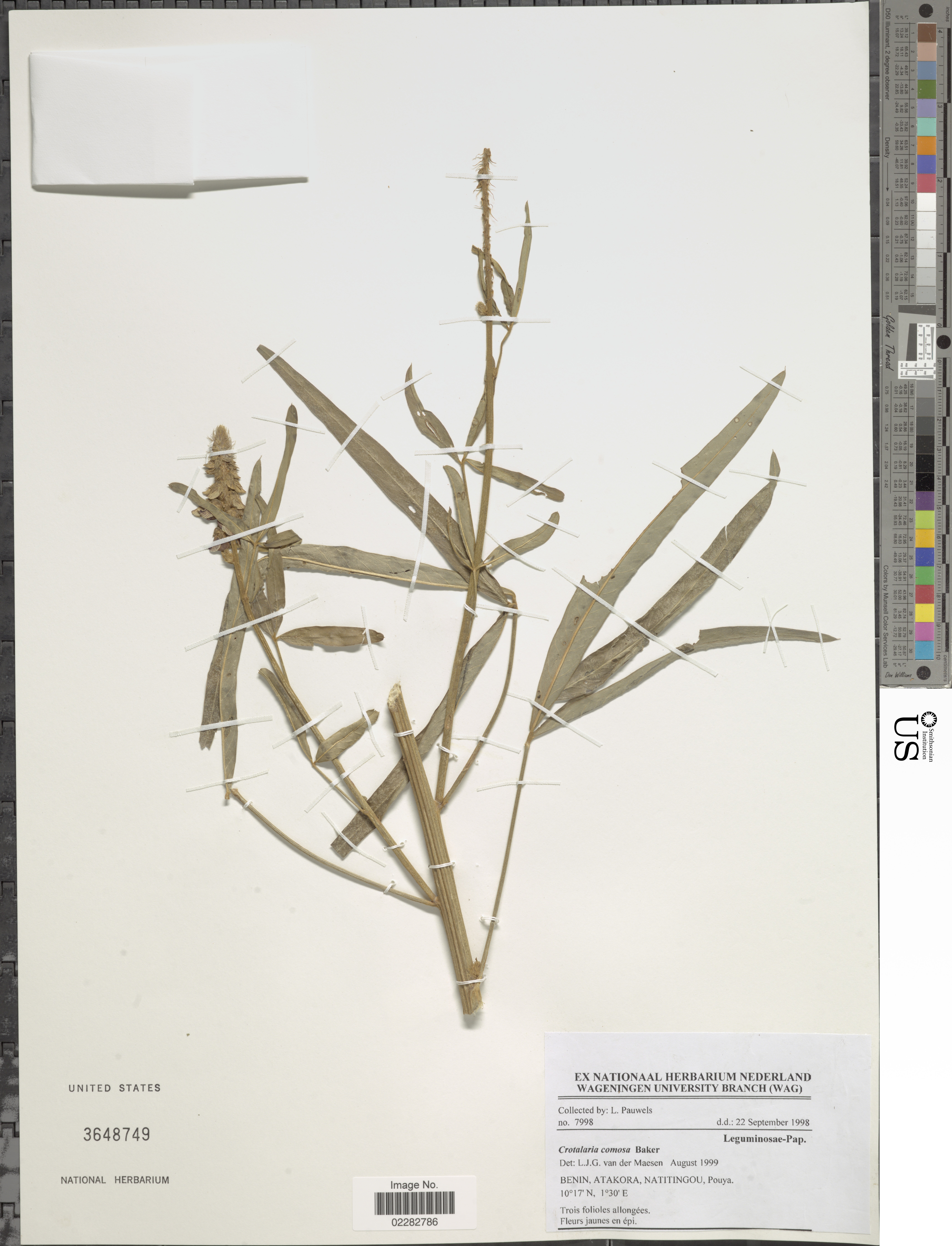
Crotalaria comosa.
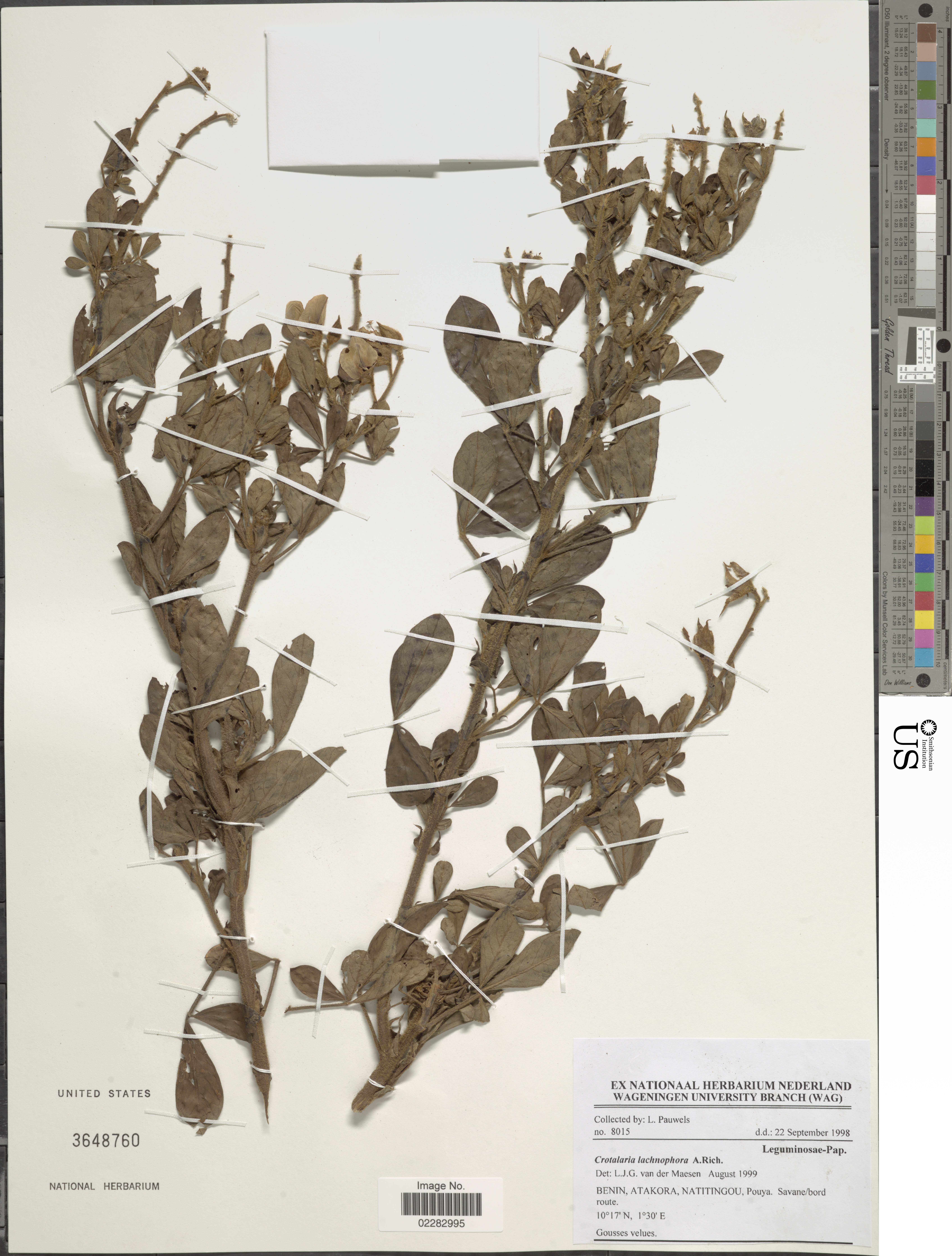
Crotalaria lachnophora.
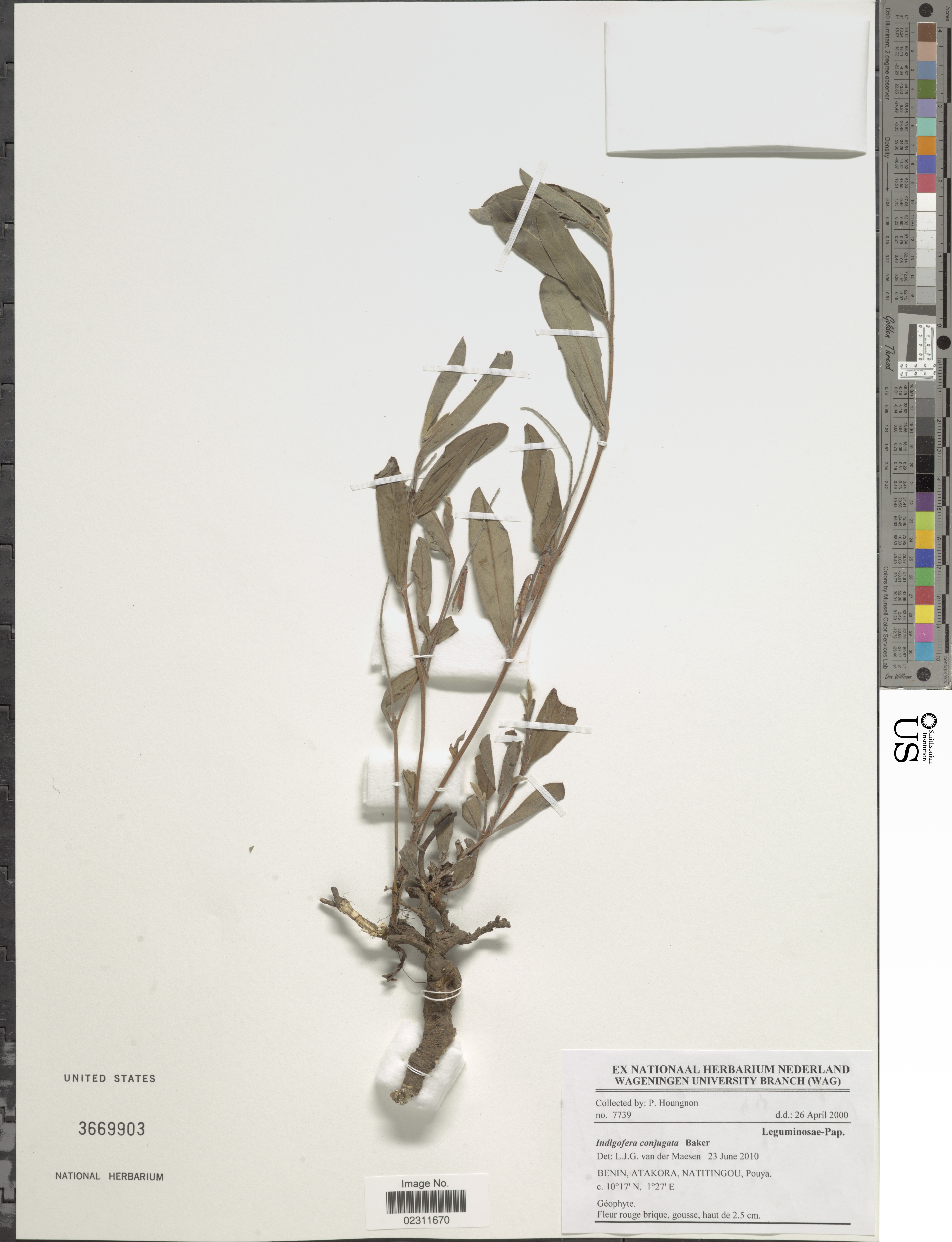
Indigofera conjugata.
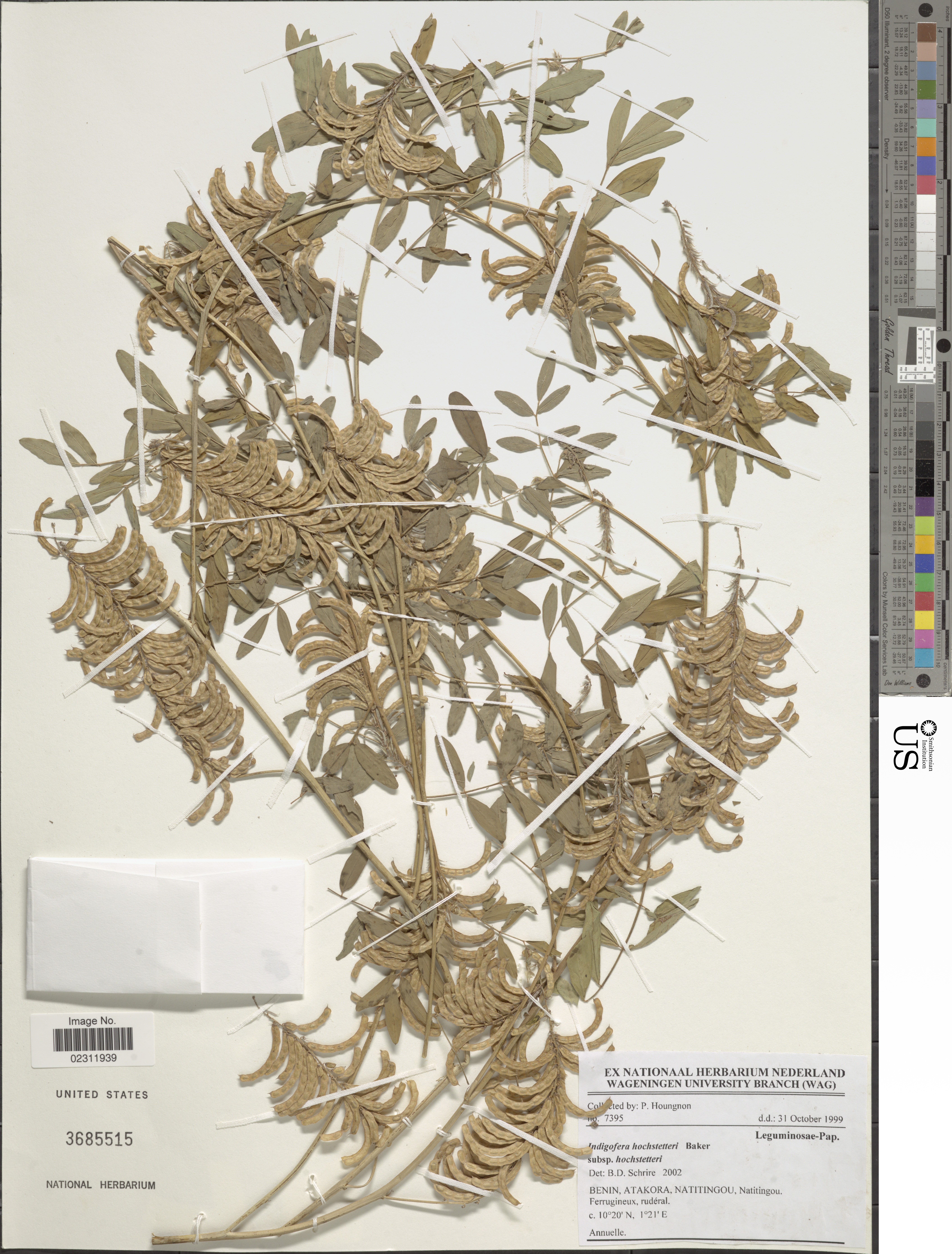
Indigofera hochstetteri.
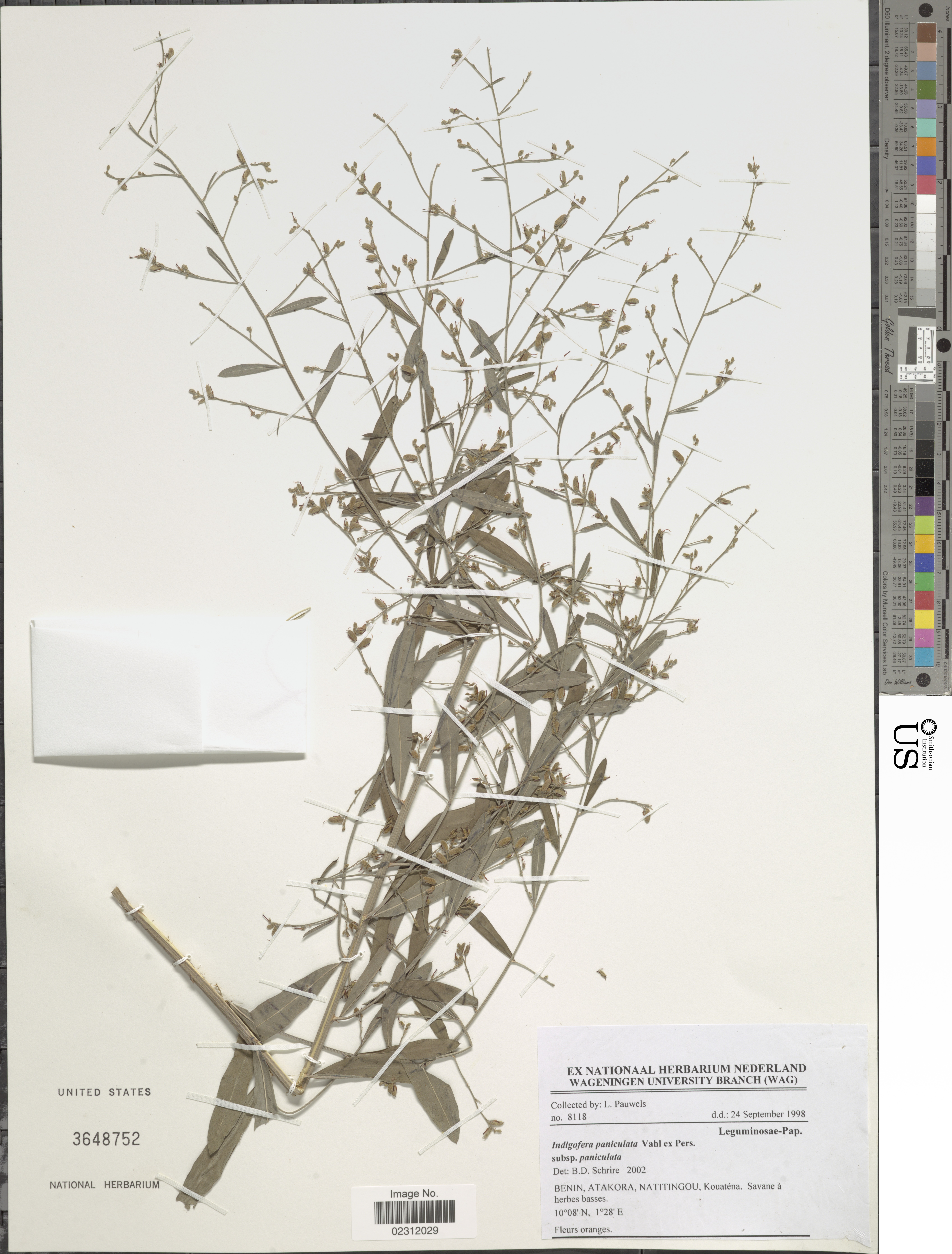
Indigofera paniculata.
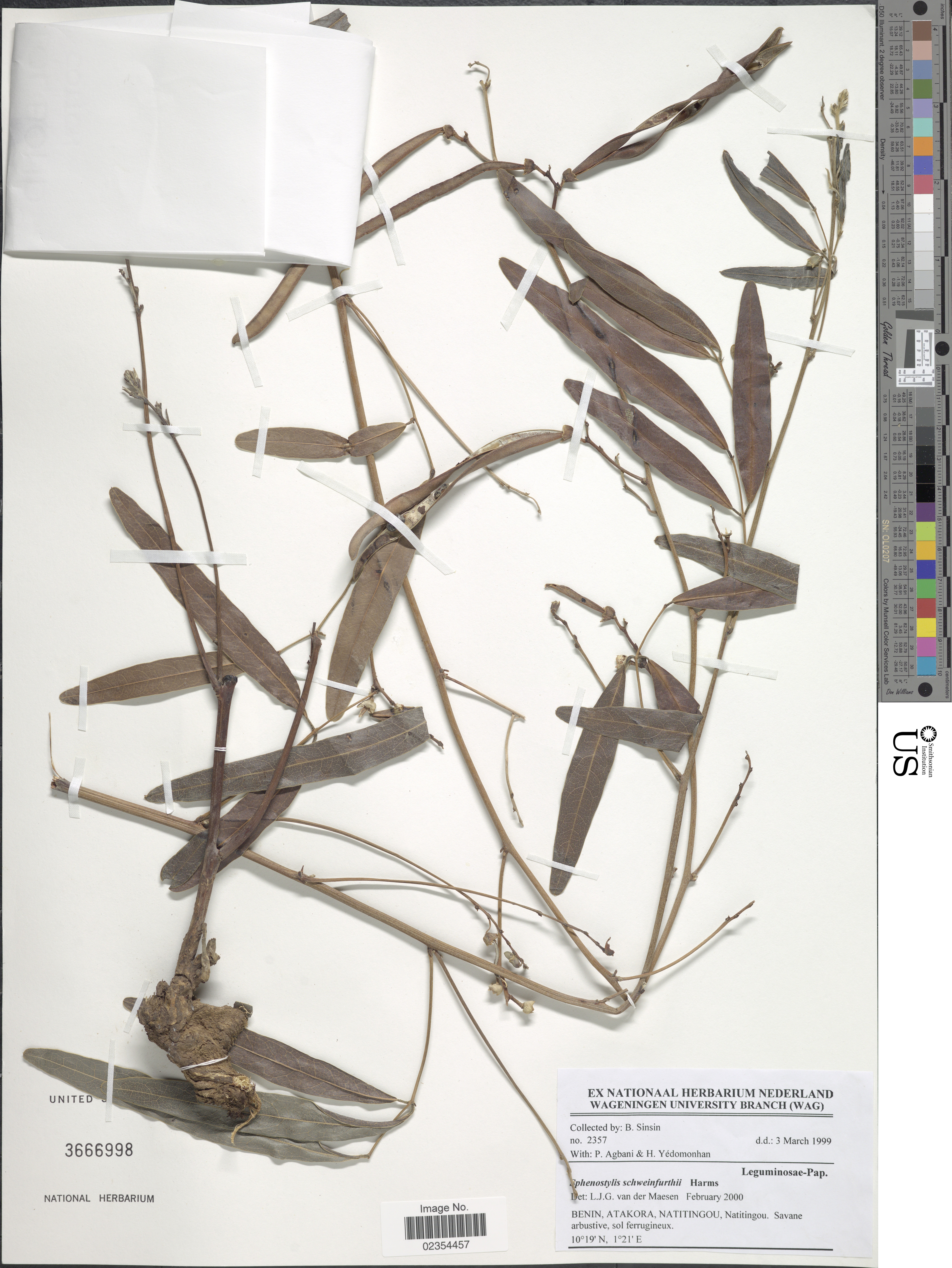
Sphenostylis schweinfurthii.

### Faune
Le patrimoine faunique de la commune reste très pauvre. On y recense quelques céphalophes, des singes, des reptiles, de petits rongeurs et une diversité d’oiseaux. Les gros animaux tels que les lions, les éléphants, les buffles, etc. typiques de l’Afrique tropicale ont disparu. Cela s’explique par la pression anthropique. En effet, la chasse anarchique livrée aux animaux et l’utilisation permanente des feux de brousse ont un impact négatif sur la flore et la faune de la commune. Actuellement, c’est la chasse à la battue, aux fusils artisanaux et modernes, aux pièges et à la lance qui est la plus pratiquée par les populations.

## Histoire
Le nom de la ville de Natitingou lui a été donné par les missionnaires. Il provient de Nantotingou : le village de Nanto (fondateur de la ville) ce nom signifie l'écraseur.
Siège du palais du gouverneur pour la province de l'Atacora lors de la colonisation française, la ville de Natitingou devient préfecture de l'Atacora lors de l'accession à l'indépendance de la république du Bénin en 1961. Elle a connu jusqu'à nos jours une forte croissance et est peuplée d'ethnies très diverses
Selon plusieurs recherches et selon les histoires orales recueillies auprès des personnes âgées,[Lesquelles ?], le nom Natitingou offre également plusieurs interprétations :
Première interprétation : Natitingou signifierait Nanto Tingou qui veut dire la ville de l’écraseur et si on devrait s’en tenir à cette interprétation, Natitingou  prend le surnom (sobriquet)  de cet homme célibataire (Ossori) qui avait l’habitude d’écraser lui-même les céréales pour sa propre cuisine. (Vous savez que l’avènement des moulins est très récent. Auparavant les femmes, pour avoir la farine pour faire la pâte, devraient écraser les céréales à la meule qui est composée de deux pierres, celle du bas est large et celle du haut est petite. Jusqu’à nos jours les femmes utilisent ce genre de meule pour écraser de la farine pour cuisiner une grande famille) 
Deuxième interprétation : Pour certains Natitingou Signifierais Nantu Tingou (Village de la viande). Certaines pensent que la ville était un endroit où il y avait assez de gibiers. Cette idée semble aussi vraie en ce sens que la ville est située entre les montagnes et la vie ne pouvait être possible que dans cette partie basse. Donc il y avait assez de gibiers raison pour laquelle les gens ont gardé l’appellation « Nantu Tingou » pour se référer bien sûr à ce village qui va devenir Natitingou.
Troisième interprétation : D’autres pensent que le nom est « Nanti Tingou ». Ceux là font un lien à la mythologie avec la ville. Il parait que tous les soirs au coucher du soleil l’on pouvait entendre les bruits des meules dans le village. Ces bruits seraient produits par les esprits qui habitaient dans ce village et ces alentour. D’où le nom Nanti Tingou.

## Population
Lors du recensement de 2002 (RGPH3), la commune de Natitingou comptait 75 620 personnes, dont 38 388 hommes et 38 232 femmes.
En 2013, selon le 4e Recensement Général de la Population et de l’Habitation (RGPH4), la population de la commune de Natitingou était de 103 843 habitants avec 50 968 hommes et 52 875 femmes. Le 3e arrondissement était le plus peuplé avec 22 011 habitants et l’arrondissement le moins peuplé était celui de Kouandata avec 4 915 habitants. 55,83% de la population vit en milieu rural et 44,17 % dans les 3 arrondissements urbains.
Répartition de la population par arrondissement
1. Natitingou 1 :	12.309
2. Natitingou 2 :	11.551
3. Natitingou 3 :	22.011
4. Péporiyakou :	7.413
5. Kotopounga : 17.420
6. Perma : 15.323
7. Kouandata : 4.915
8. Tchoumi-Tchoumi : 5.656
9. Kouaba : 7.245

Ainsi, la commune est caractérisée au plan sociodémographique par une forte dominance de la population jeune, une diversité ethnique et linguistique (plus d’une dizaine d’ethnies) et une forte mobilité des jeunes.
Par ailleurs, la population communale est dynamique dans son ensemble et très mobile. Le principal mouvement demeure l’exode rural mû par la recherche de terres fertiles et d’un mieux être social et économique. Les principales destinations des populations sont le Borgou, l’Alibori, les Collines en République du Bénin, puis le Nigéria et le Togo.
Dans leur mouvement, certains ménages se déplacent et s’installent définitivement dans leur localité d’accueil. Ce phénomène autrefois fréquent et très important est aujourd’hui en nette régression à cause du développement de l’exploitation de l’or dans l’arrondissement de Perma, de la culture du coton, de l’éclosion des activités de taille de pierre, de l’appui de certains partenaires au développement et de l’État béninois à travers son programme de lutte contre la pauvreté.
Au sein de ces ménages, les groupes socioculturels les plus dénombrés sont : les Bètammaribè, les Waaba, les Bariba (Baatɔmbu), les Dendi, les Sorouba (ou Biyobè), les Peuls, les Yorouba, les Fons, les Natimba, etc. Ceux-ci s’adonnent à des pratiques religieuses diverses allant de l’animisme ou religion traditionnelle (première religion), au christianisme (2e religion) en passant par l’Islam (3e religion) aujourd’hui en plein essor même dans les milieux ruraux autrefois réticents.
Le tissu social se caractérise par des liens de solidarité vivaces entre les lignages, les clans, les familles, et les personnes surtout dans les villages. Par contre, dans les agglomérations urbaines, l’individualisme a pris le pas sur les considérations de groupe.

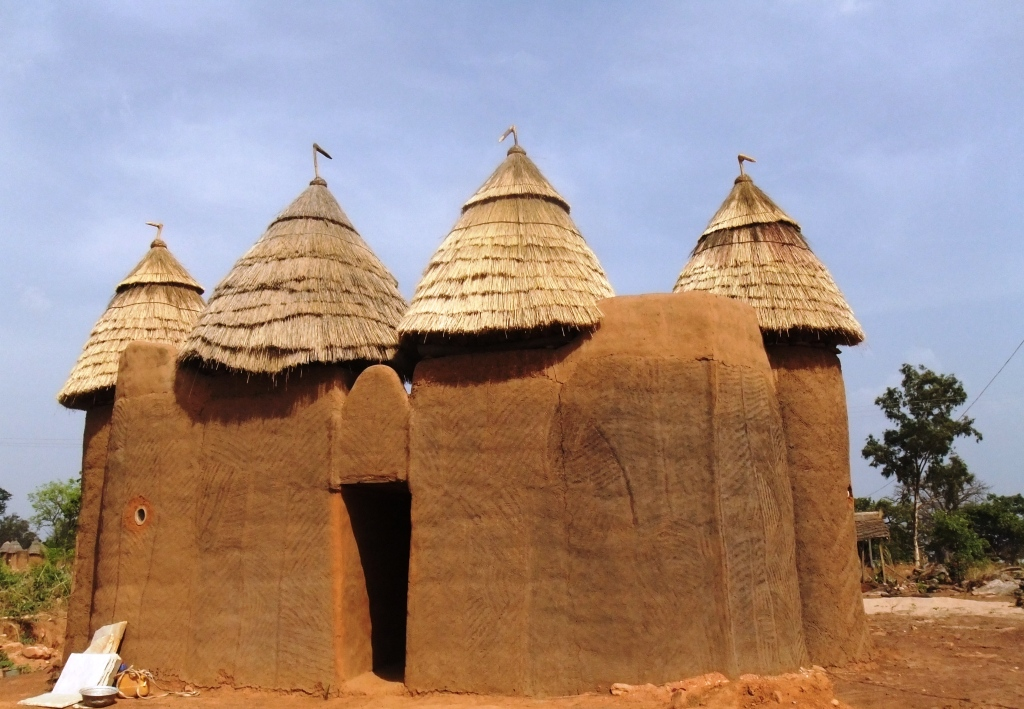
Tata à Kouaba.

Au sein des communautés sociales, on note une diversité d’habitats surtout de type rural et caractérisé par des tatas, des cases rondes, des cases rectangulaires en terre de barre, couvertes de tôle ou de paille. Ce type d’habitation est fortement menacé par les incendies du fait de la précarité des matériaux de construction utilisés. L’habitat de type urbain se caractérise par des constructions en matériaux durables dans les agglomérations et dans certains milieux ruraux notamment pour les centres de santé, les écoles et les bâtiments administratifs. Enfin, même si cet habitat est en général groupé, on remarque quelques cases dispersées en pays Otammari.

## Tourisme et hôtellerie

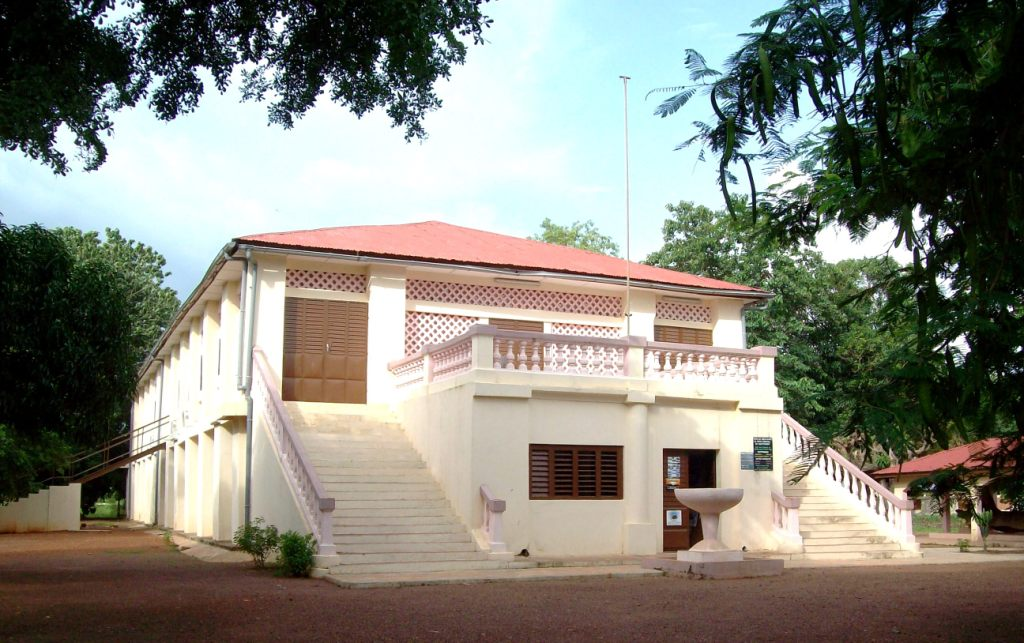
Musée de Natitingou.

Confiante dans l'avenir, la mairie de Natitingou compte faire du tourisme une des activités majeures de la ville. On trouve déjà d'assez nombreux hôtels et restaurants à Natitingou - ce qui est assez notable pour une ville africaine - et la ville se trouve proche de nombreuses attractions naturelles, telles les chutes de Kota, le parc de la Penjari, ou simplement la savane arborée qui s'étend sur les montagnes environnants la ville.
La commune de Natitingou est la vitrine et la porte d’entrée de la région Atacora relativement riche en potentialités touristiques naturelles et en richesses culturelles des différents groupes socio-culturels. Elle dispose d’un fantastique paysage montagneux et de grottes, d’importants sites touristiques qui jalonnent les arrondissements et les nombreuses attractions touristiques dont certaines sont valorisées et exploitées, tandis que de nombreuses autres attendent d’être mises en valeur.
En ce qui concerne les attractions valorisées on a :
- Les chutes de Kota
- Le musée de Natitingou
- Les Tata somba de Perma, Kouandata, Kouaba et Péporiyakou
- Le paysage montagneux qui regorge de grottes et mares pittoresques

- Les objets d’art

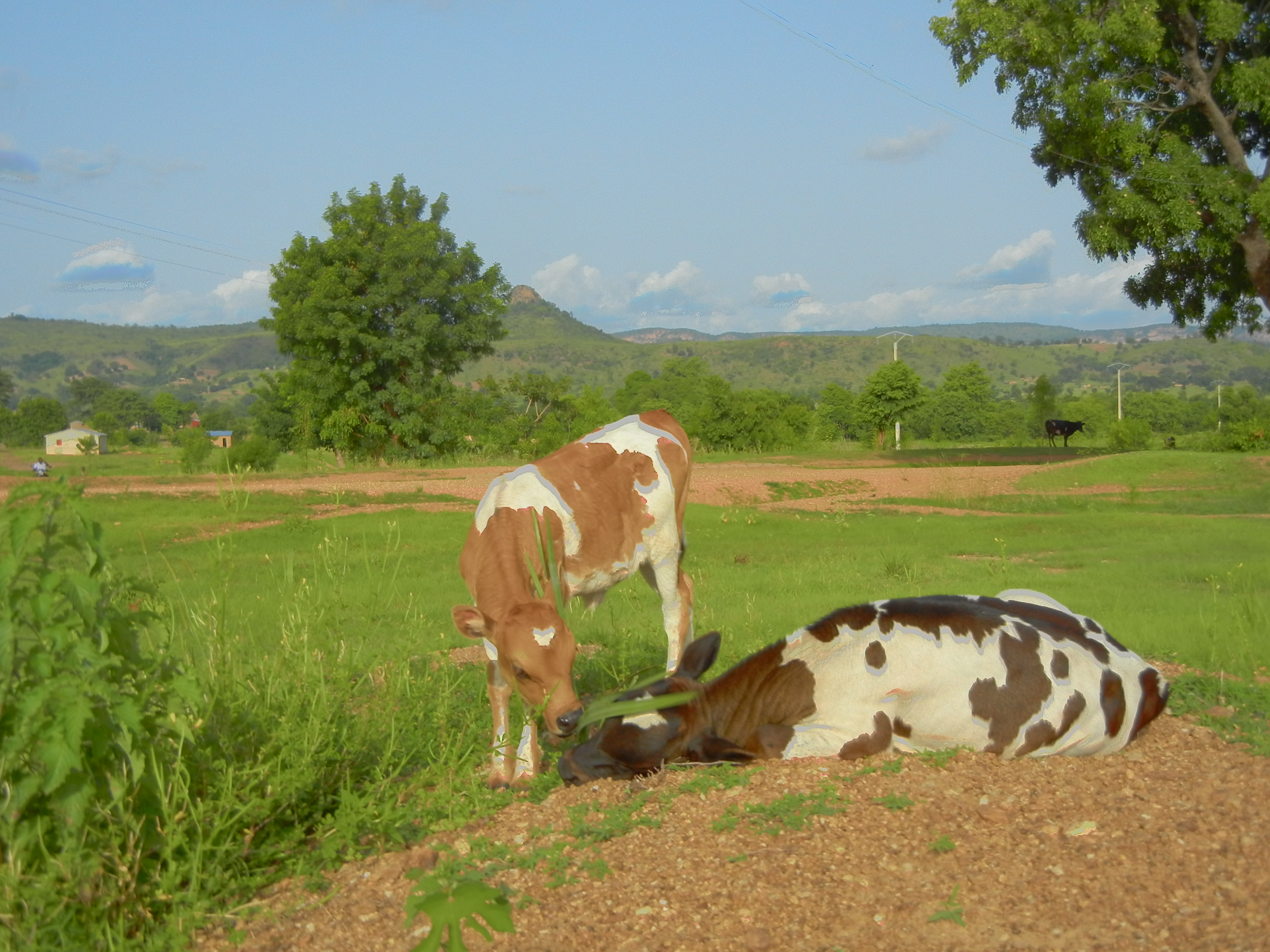
Animaux de Natitingou

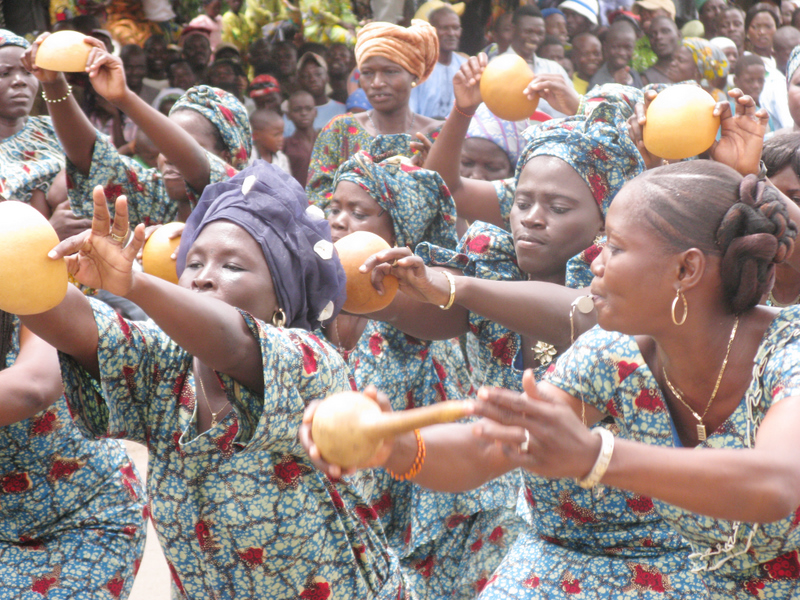
Femmes en Enko, vendeuses de tchoucoutou, une boisson locale de mil

S’agissant des richesses peu valorisées on peut citer :
- Les différentes fêtes et cérémonies traditionnelles des différents villages de la commune (circoncision, Koutchaati, Dikountri, etc.) ;
- Les marchés locaux ;
- La boisson locale ;
- Plats traditionnels (y compris les amuse-gueule) ;
- Extraction du fer à la traditionnelle ;
- Site aurifère de Perma ;
- Derrière le calvaire, cours d’eau et ruches traditionnelles ;
- Centre Saint-Paul (centre marial) ;
- Mausolée de maman Yokossi et du président Kouandete ;
- Mausolée (pyramide) du Président Mathieu Kerekou;
- Les forgerons traditionnels de Natitingou ;
- La stèle de Kaba ;
- Le travail des artisans et artistes : sculpteurs, potières, tresseurs des bijoux en herbe, etc.

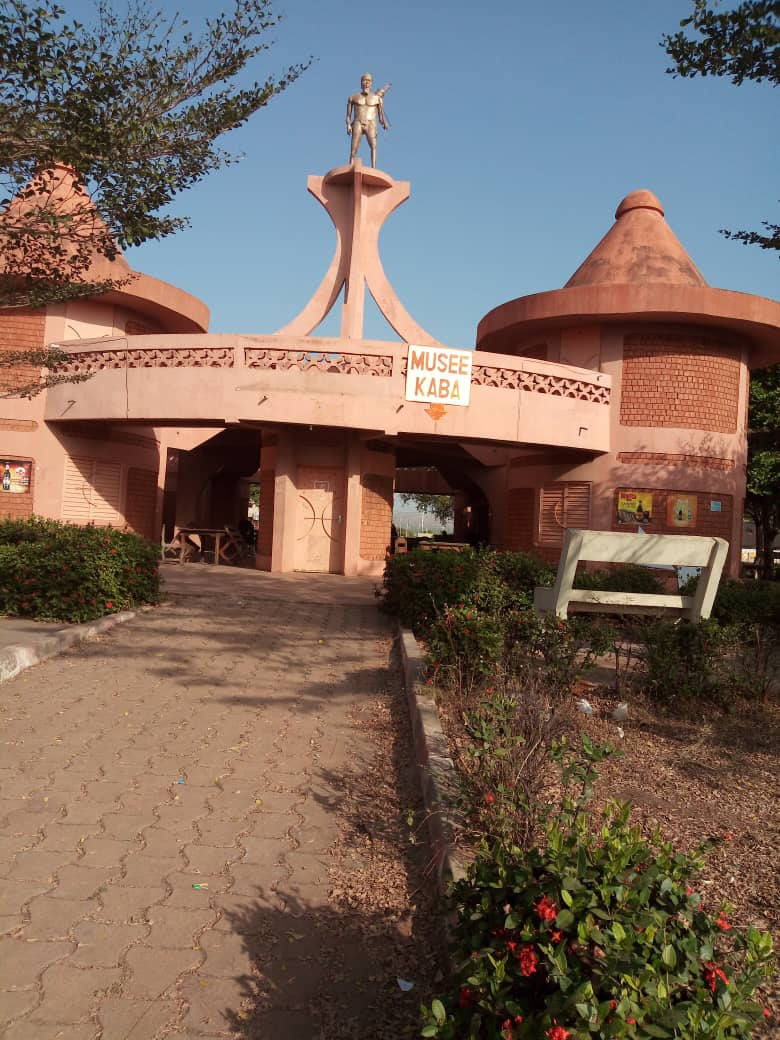
Statue au carrefour Kaba de Natitingou

Parmi ce potentiel riche et varié, les sites touristiques qui attirent actuellement le plus grand nombre de touristes concernent surtout la visite du musée, des chutes de Kota, des activités de randonnées et la visite des tatas. Le musée tient une place importante dans les activités touristiques de la ville de Natitingou.
La destination Natitingou est visitée aussi bien par des nationaux, les ressortissants et les expatriés résidents des pays limitrophes (Burkina Faso, Togo, Ghana, Niger) que par les touristes internationaux. Il convient de faire remarquer que le développement du tourisme à Natitingou est également lié à l’existence d’attractions touristiques au niveau des communes voisines, ce qui entraîne un partage de la clientèle.
Ces attractions touristiques sont situées dans les communes de Kouandé, Tanguiéta, Matéri et Boukombé. Il s’agit entre autres des sites de Tanéka (cases ronde, grotte, etc.) les palais de Kouandé, les sites de résistance de Kaba, le paysage de la chaîne de l’Atacora, les chutes d’eau, le parc de la Pendjari, les Tata somba et la richesse culturelles des différents groupes socio-culturels.
La grande majorité des activités économiques de la commune est organisée autour de ces richesses touristiques et de celles des communes voisines. La position de la ville de Natitingou comme chef-lieu du département et principal centre de concentration des services, des infrastructures socio-communautaires et d’hébergement lui donne une place de choix dans le tourisme de l’Atacora.

Les principaux hôtels de Natitingou sont : Tata Somba, Kantaborifa, Bourgogne, Bellevue, La Montagne, Le Rônier, Le Palais Somba et Nanto City, Totora. Quant aux motels et auberges, les plus remarquables sont : Le Vieux Cavalier, Tanekas, Mimosa, Wengro Péré, Les Routiers, Equied, 7e Ciel, Le Pavillon bleu, les 2D, Rehoboth, etc. Les restaurants et cafétérias les plus importants sont : Le Miranda, Le Café des arts, Chez Nadine, Chez Guillaume, Cafétéria chez John, Le Gourmet, Le Restaurant de l’Evêché, etc.

Tout comme les nombreux vendeurs d’objets d’art, plusieurs guides touristiques offrent leurs services aux six mille touristes qui visitent chaque année la ville. La capacité d’accueil et la qualité des services offerts, plus acceptables au niveau de la ville de Natitingou, font de la commune un passage obligatoire des touristes qui vont surtout vers les communes de Tanguiéta pour visiter le parc national de la Pendjari et de Boukombé pour visiter les Tata-Sombas.

## Arts, culture, sports et loisirs

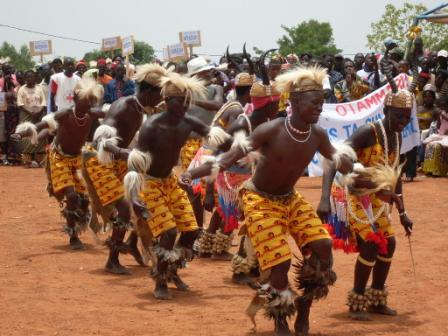
FACTAM

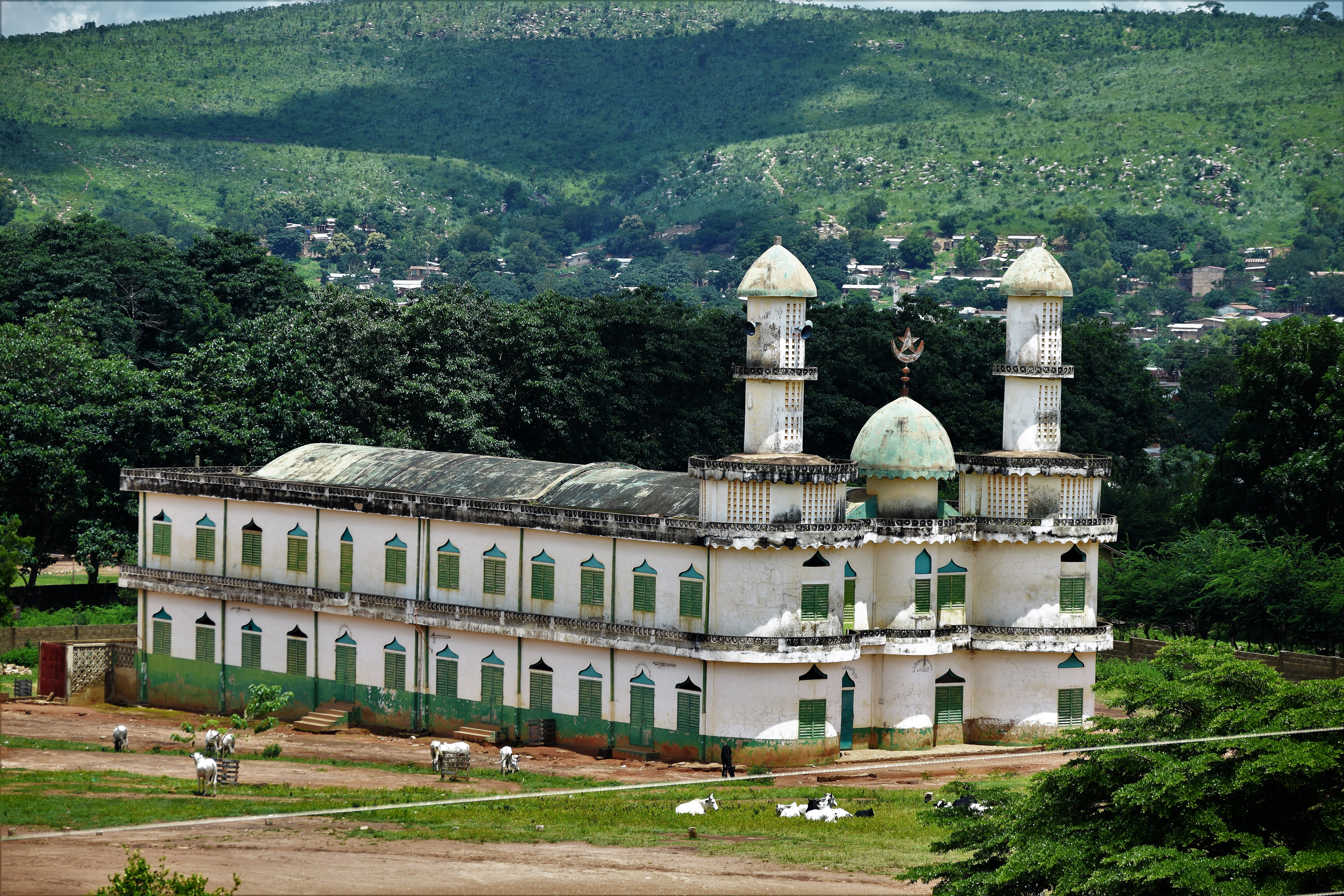
La mosquée, lieu de culte à Natitingou.

Dans le secteur de la culture et des loisirs, le diagnostic a révélé l’existence de plusieurs potentialités.
Dans le domaine de la culture, ce sont :
- Danses et cérémonies : Yoocansi deerama, Puure deerama, Sukurusu, kuntekute, kontonsu, kunya, pètèmpè (Chez les waama) Buubasire, wakidaama, kuudaama, sukurusu, yoobu (circoncision), warapaatibu, wurifinsima, wondiima (fête de la nouvelle igname) chez les Waama; koutchati, tipeinti, tibenti, dikountri, ditenidi, difonni, dinobani, tissoti, dikoukoni chez les Bètammaribè ; isè-isè chez les Biyobè ou Solla de Sinaisiré, Takonta et Wimmou, Koguéi (flagelation), aské, tèkè, Petempe, warapatibu, etc.
- Musique : deux studios d’enregistrement de musique ; orchestre de musique moderne, troupes folkloriques, griots
- Pratiques culturelles : la circoncision, les cérémonies rituelles.

En outre, la commune dispose de plusieurs petites équipes de football, d’une équipe de volley-ball, de handball, de basket-ball, des athlètes, de pétanque (Natitingou centre et Perma). De même, on note l’existence de plusieurs vidéo club (Natitingou centre et Perma), de deux (02) boîtes de nuits et des bars dancing à Natitingou. Enfin, les jeux d’attraction et de distraction se font dans les coins de rue. Il s'agit notamment des jeux tels que la belote, la lutte, etc.

## Communication et médias

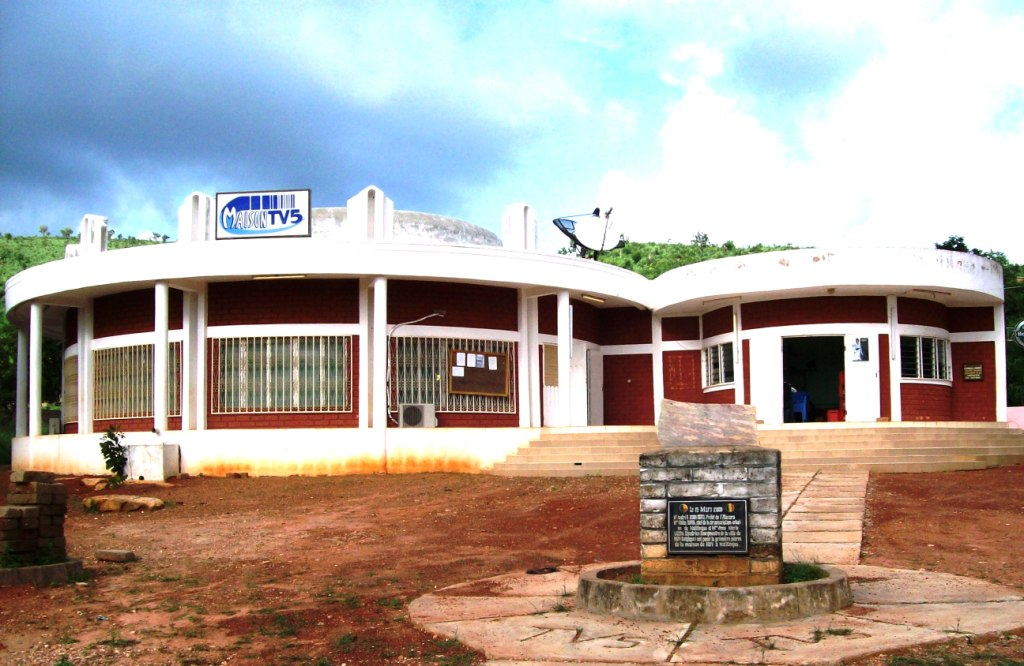
Maison de Huy TV5

La commune de Natitingou peut se targuer de bénéficier d’une bonne couverture en réseaux de télécommunication. La collectivité territoriale n’est pas restée en marge des développements récents observés dans le domaine de la communication au Bénin. Le réseau téléphonique conventionnel fixe filaire de Bénin Télécom SA n’existe que dans la partie urbaine de la commune de Natitingou et compte très peu d’abonnés. Il est quasi inexistant dans les autres arrondissements notamment Péporiyakou, Kouaba, Kouandata, Perma, Tchoumi-Tchoumi et Kotopounga. Cette absence est compensée par l’avènement des réseaux sans fil ou GSM des opérateurs LIBERCOM, MOOV, MTN, BBCOM, GLOBAL COM. Ces réseaux de téléphonie mobile comptent des milliers d’abonnés au sein des populations. La performance de ces réseaux s’observe non seulement au niveau de leur capacité à couvrir le territoire de la commune, mais aussi de la qualité d’émission et de réception des populations dans leur communication. Ainsi, pour chacun de ces GSM, la couverture est totale à certains endroits, partielle, aléatoire, instable et/ou mauvaise dans d’autres zones, quel que ce soit le réseau téléphonique considéré.
Enfin, l’internet existe encore dans la Commune mais l’on peut dénombrer aisément les Cyber qui ne sont installés que dans la ville. À côté de ces cybers la connexion internet est toujours possible avec les services des réseaux de téléphonie mobile (Moov, MTN et LIBERCOM). Ces services sont offerts à la population grâce à la connexion par support amovible (clé USB Moov Internet, clé USB MTN Internet, Kanakoo). Cette opportunité n’est réservée qu’à une frange privilégiée de la population urbaine en raison des tarifs prohibitifs pratiqués par les opérateurs de téléphonie mobile. En dehors de ces moyens de communication, il y a la communication par radio portée favorisée par l’existence d’équipements au niveau de la brigade territoriale, la Mairie et centres de santé.
Pour ce qui est de la communication radiophonique et télévisuelle, la radio locale (Nanto FM), la radio et la télévision nationales, la radio régionale de l’ORTB (radio Parakou) sont les médias les plus captés par les populations. La commune connait une réception fluctuante des émissions de la télévision nationale.
Des radios privées (Immatriculée conception) et étrangères (radio Lomé, radio Kara, Voix de l’Allemagne, Radio France Internationale) sont captées sporadiquement dans la commune.
Notons cependant qu’avec le renforcement de la couverture médiatique en 2010, la télévision couvre une très grande partie de la commune, même si la qualité de réception des images laisse encore à désirer.
Par ailleurs, l’offre de la couverture télévisuelle s’est étoffée ces dernières années avec le développement du marché de vente d’équipements divers (antennes paraboliques et accessoires) favorisant l’accès des populations à une floraison de chaînes nationales (CANAL 3, LC2) et étrangères. Enfin, l’univers médiatique de la commune connait la présence de quelques magazines, périodiques, hebdomadaires ou quotidiens paraissant à Cotonou. Les titres les plus en vue sont Le Matinal, La Nation, la Gazette du Golfe, la Presse du Jour, Adjinakou.

## Transports
Les principaux moyens de transport utilisés dans la commune de Natitingou sont les vélos, les engins à deux roues et les véhicules de toutes sortes appartenant à des particuliers et à des organisations privées et publiques. On note également la présence de quelques camions souvent utilisés pour assurer le convoyage des marchandises à partir de Cotonou ou vers les pays de l’hinterland. La production cotonnière a accéléré le rythme d’acquisition des camions par des particuliers, avec un regain d’intérêt chez les transporteurs traditionnels. La plupart de ces véhicules sont concentrés dans les trois arrondissements urbains de la commune.
La liaison avec les localités périphériques est assurée par les taxis-brousse à partir de la gare routière du centre-ville de Natitingou. Ces dernières années, la floraison des compagnies de transport dopée par une forte demande en services de transport a affecté positivement l’univers des transports en commun dans la commune. Ainsi, de nombreux bus, mini-bus et camionnettes assurent la liaison vers les localités voisines et vers les villes plus éloignées (Cotonou, Bohicon, Porto-Novo, Parakou, etc.). De fait, les problèmes de transport entre agglomérations urbaines sont désormais résorbés en partie.

Tricycles et mobylettes.
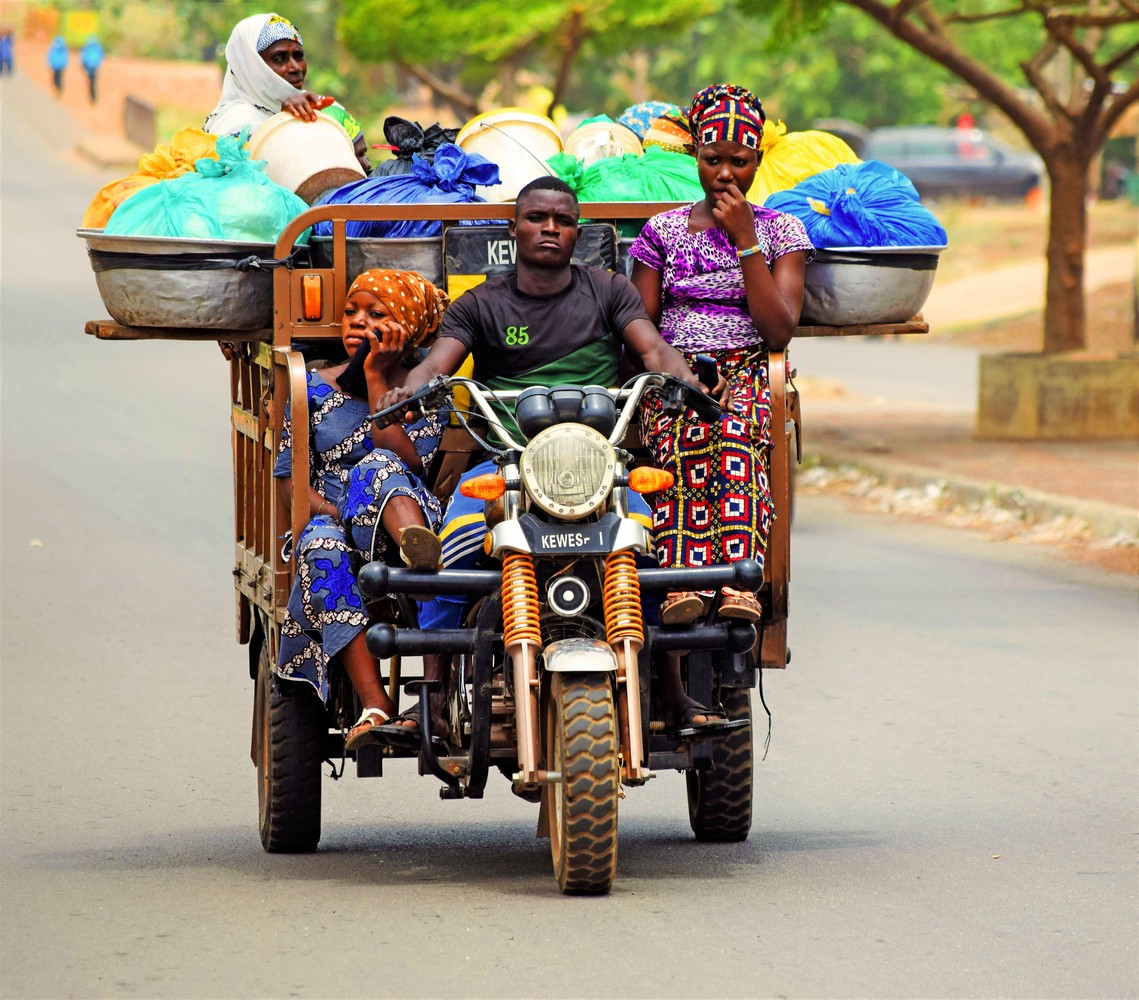
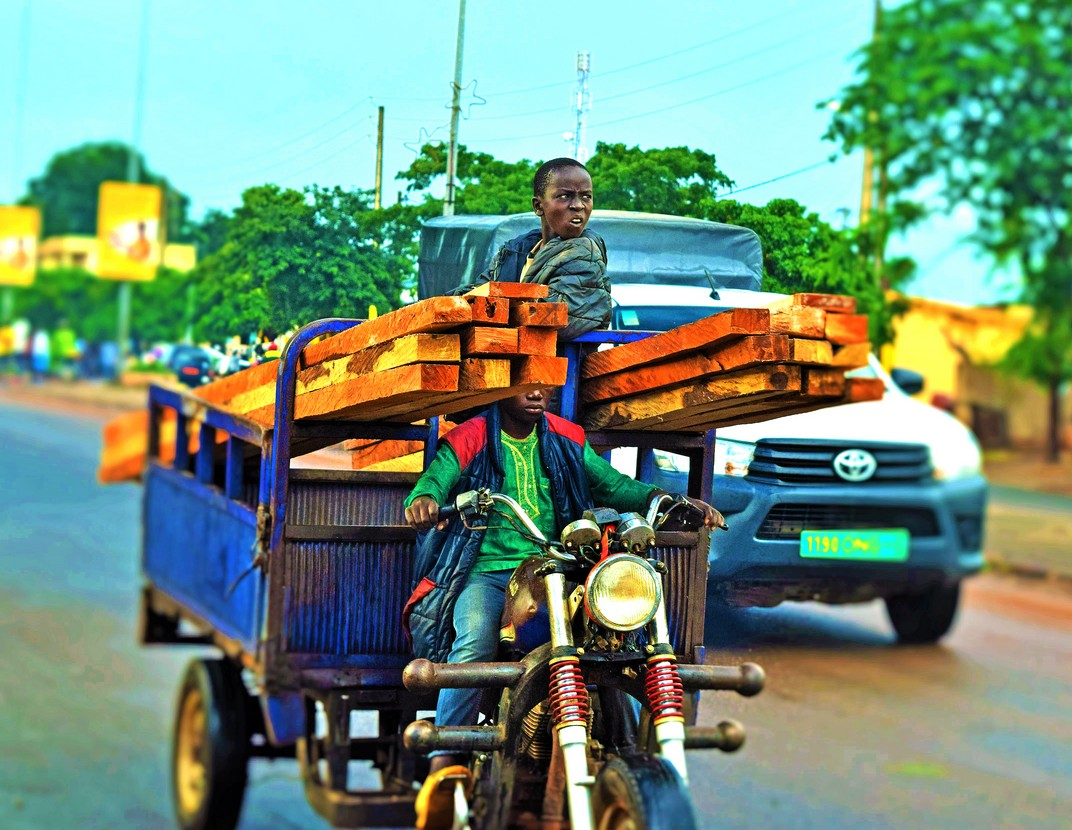
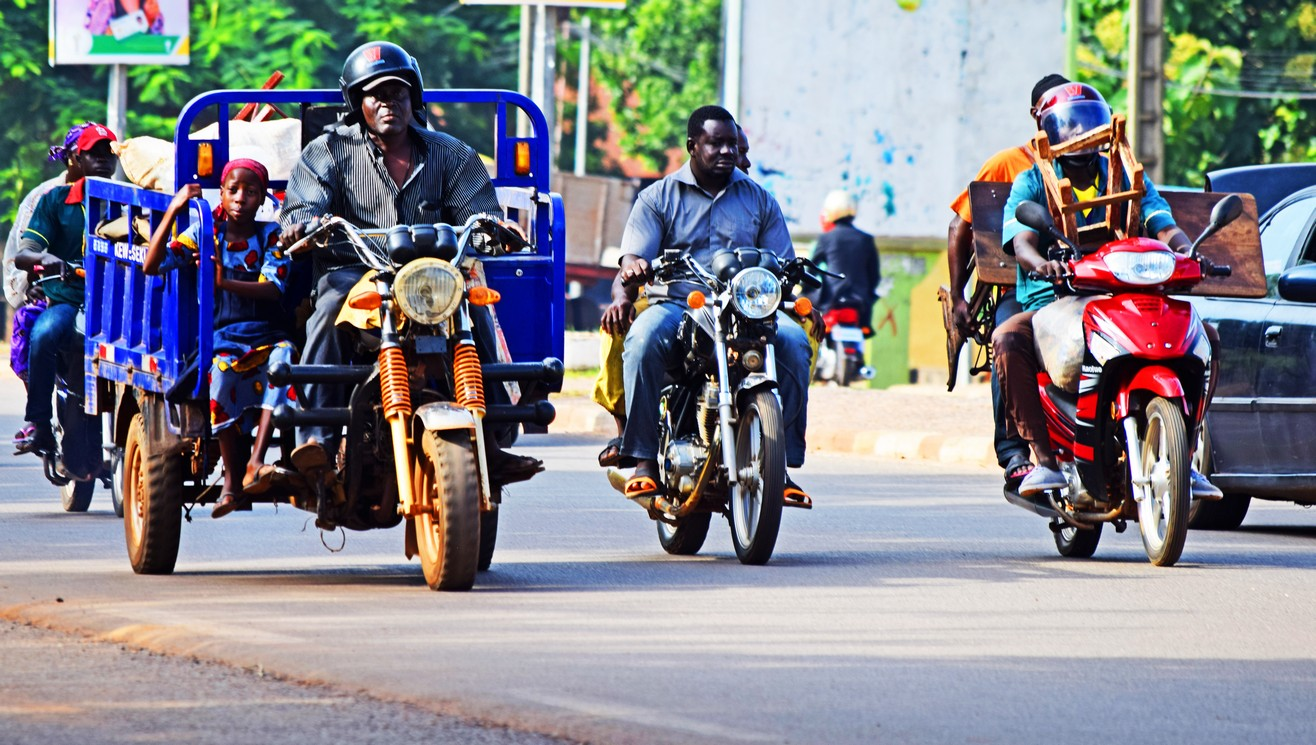

## Jumelage
- Huy (Belgique) depuis le 27 janvier 1987
- Rillieux-la-Pape (France)
- Vénéto Vittorio (Italie)
- Saddle  Brook, New Jersey (États-Unis)

## Administration

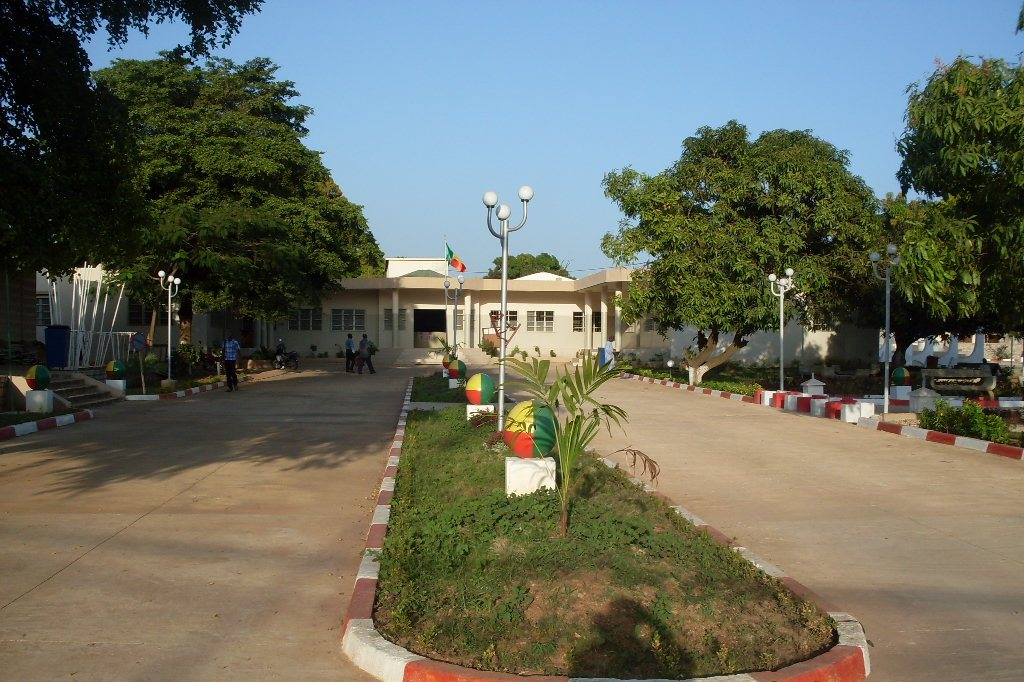
Nouveau bâtiment administratif de la mairie de Natitingou

### Subdivision en arrondissements

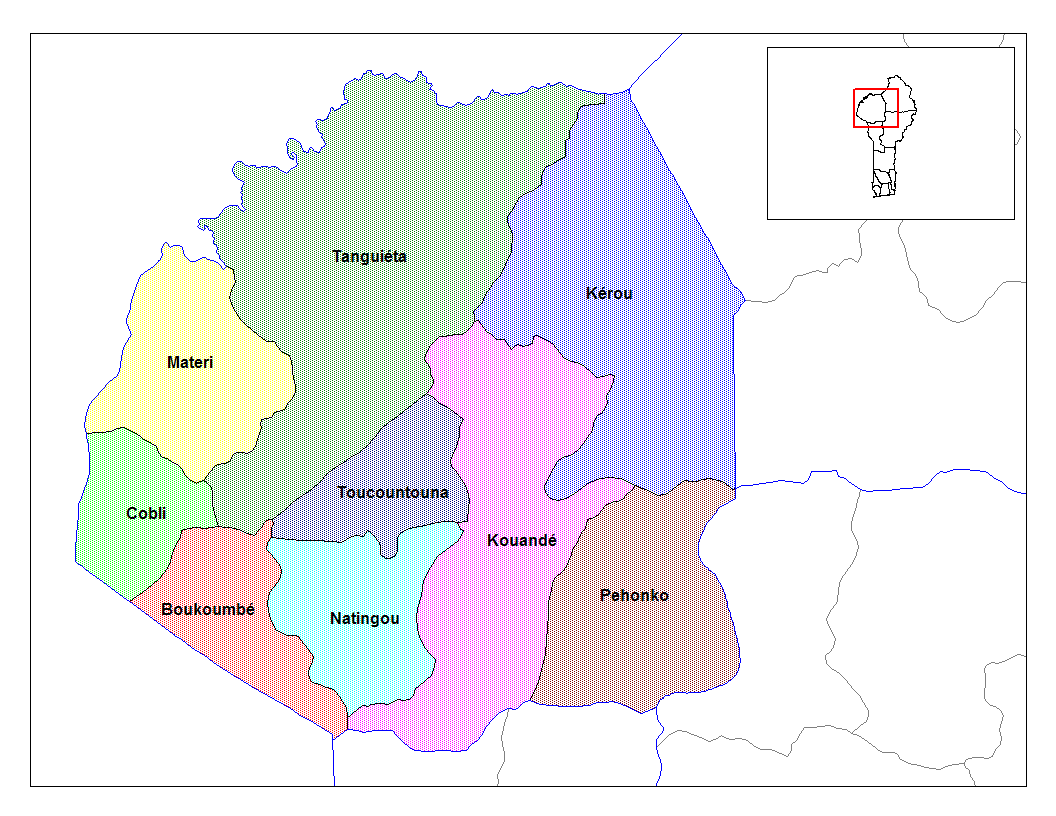
Territoire de Natitingou dans le département d'Atakora

- Natitingou I
- Natitingou II
- Natitingou III
- Péporiyakou (IV)
- Kotopounga
- Kouandata
- Perma
- Tchoumi-Tchoumi
- Kouaba

### Liste des maires

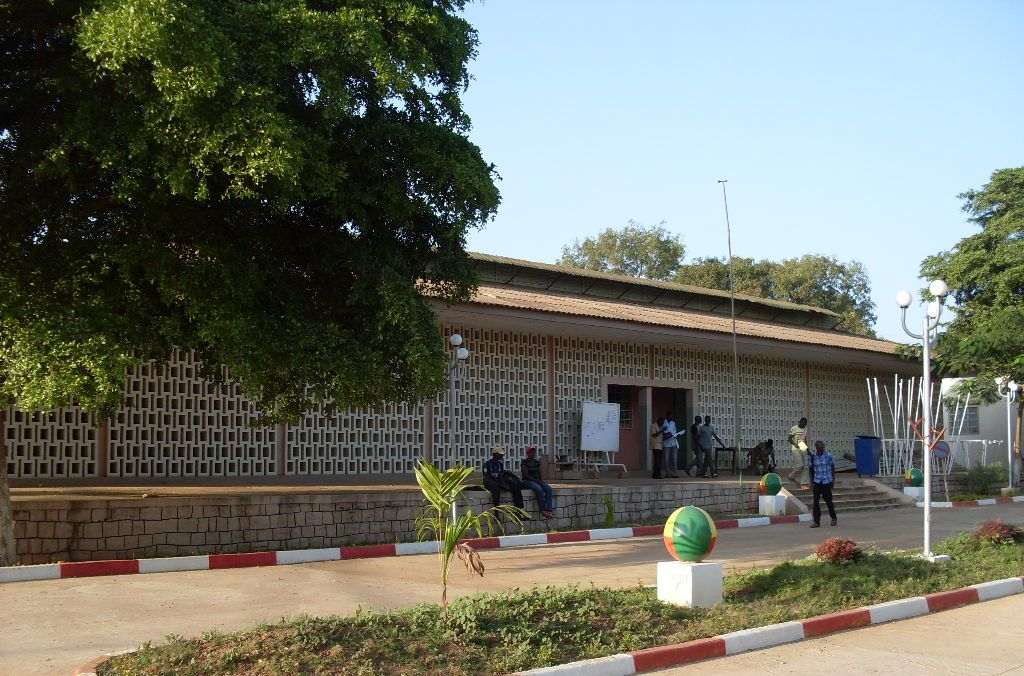
Bâtiment de la mairie datant de la période coloniale

| Période      | Période  | Identité        | Étiquette | Qualité                        |
| ------------ | -------- | --------------- | --------- | ------------------------------ |
| 11 juin 2019 | En cours | Eric Pontikamou |           |                                |
| 2015         | 2019     | Antoine N'da    | ABT       | Professeur Agrégé des Collèges |
| 2008         | 2015     | Kassa Metiki    | FCBE      | Ingénieur des Travaux Publics  |
| 2005         | 2008     | Adolphe Biaou   | UNSD      | Haut fonctionnaire             |
| 2003         | 2005     | Antoine N’da    |           | Professeur Agrégé des Collèges |

## Économie
- Agriculture : sorgho, maïs, igname, fonio pour la consommation, Anarcade pour l'exportation et le coton pour l'industrie
- Artisanat et commerce : tchoucoutou (bière de mil)
- Tourisme : ville étape sur la route du Togo, à l'ouest, et du Parc national de la Pendjari, au nord

## Personnalités nées à Natitingou
- Vicentia Boco (1949-), radiologue, ministre
- Star Feminine Band (2016,-), groupe féminin afropop originaire de la commune